# C-Kan
José Luis Maldonado Ramos, mera känd under sitt artistnamn C-Kan, född 26 juli 1987 i Guadalajara i Mexiko, är en rappare, sångare och låtskrivare. Han har varit aktiv inom musiken sedan 2004 och har sedan dess släppt sju fullängdsalbum och tre EP-skivor via sitt skivbolag Mastered Trax.

## Biografi
C-Kan började att lyssna på hiphop i ung ålder, men då texterna var på engelska så förstod han inte innebörden, men han gillade rytmen och känslan i musiken. Sedan upptäckte han Cypress Hill, och deras låtar på spanska fick honom att inse att det är möjligt att göra hiphop på spanska och det var då C-Kan bestämde sig för att vad han ville göra.
Albumet Voy por el Sueños de Muchos som C-Kan slog igenom med 2012 guldcertifierades i USA 7 år senare.

## Diskografi

### Studioalbum
Sedan C-Kan startade sin karriär i musikbranschen har han släppt 24 fullängdsalbum allt som allt, egenutgivna och via hans skivbolag Mastered Trax och dessutom medverkat på tre ytterligare samlingsalbum släppta av Mastered Trax. Hans första album var inom genren gangstarap, medan han senare i karriären har anammat en mer positiv och inspirerande lyrik i sina texter samt experimenterat med andra genrer som reggae, banda, pop och även utvecklat sin sång.
- 2004 – Lado obscuro
- 2006 – Get Money (med Pistolero)
- 2007 – Siluetas Del Rap
- 2007 – Déjeme afinar los gallos
- 2007 – La rebelión de un sueño
- 2007 – Featuring varios
- 2008 – La clika de los perros
- 2008 – C-Klan
- 2008 – Nadie lo sabía
- 2008 – De ahora en adelante
- 2009 – Pedazos de mi
- 2009 – Sentimientos & negocios
- 2009 – La mafia de la C
- 2010 – Wep up in diz (med Bodka 37)
- 2011 – Street tape (EP)
- 2012 – Voy por el Sueño de Muchos
- 2014 – Clasificación C
- 2015 – Clasificación C, Vol. 2
- 2016 – MexiCkanos
- 2016 – Antes de Todo, Vol. 1
- 2016 – Antes de Todo, Vol. 2
- 2017 – Días de Sol (EP, med Pipo Ti)
- 2019 – Ella Ya No (EP)
- 2020 – Baul

### Samlingsalbum med artister frånMastered Trax
- 2015 – The Take Over, Vol. 1
- 2016 – The Take Over, Vol. 2
- 2018 – The Take Over, Vol. 3